# Dolánky u Turnova
Dolánky u Turnova jsou malá vesnice, část města Turnov v okrese Semily v Libereckém kraji. Leží na severním okraji města při pravém břehu řeky Jizery před jejím soutokem s Vazoveckým potokem, v katastrálním území Bukovina u Turnova na jižním úpatí hřebene ostrohu.
Na západě Dolánky sousedí s Vazoveckým údolím a Vazovcem, na hřebeni severně nad Dolánkami leží Bukovina a Kobylka. Na Doláneckém jezu se z Jizery odděluje Malá Jizera, hlavní turnovský náhon, a o něco níž přechází Jizeru Dolánecká lávka, přes niž vede cesta do Turnova.
Evidenční část Dolánky u Turnova je tvořena základní sídelní jednotkou Dolánky u Turnova díl 1. Dvě drobné exklávy a jedna drobná poloexkláva části Bukovina jsou společně označeny jako ZSJ Dolánky u Turnova díl 3. Sousedící evidenční část Kobylka je tvořena základní sídelní jednotkou Dolánky u Turnova díl 2.

## Historie
První písemná zmínka o vesnici pochází z roku 1543.

## Obyvatelstvo
| Rok            | 1869 | 1880 | 1890 | 1900 | 1910 | 1921 | 1930 | 1950 | 1961 | 1970 | 1980 | 1991 | 2001 | 2011 | 2021 |
| -------------- | ---- | ---- | ---- | ---- | ---- | ---- | ---- | ---- | ---- | ---- | ---- | ---- | ---- | ---- | ---- |
| Počet obyvatel | 118  | 127  | 115  | 144  | 142  | 127  | 93   | 62   | 59   | 50   | 39   | 28   | 32   | 26   | 33   |
| Počet domů     | 17   | 18   | 17   | 19   | 19   | 19   | 19   | 20   | 20   | 17   | 15   | 18   | 18   | 19   | 17   |

## Obecní správa
Při sčítání lidu v letech 1850–1960 Dolánky u Turnova byly osadou obce Bukovina, se kterým patřily nejprve do okresu Turnov, ale od roku 1960 v okrese Semily. Od 12. června 1960 do 30. června 1985 byly samostatnou obcí v okrese Semily. Od 1. července 1985 jsou částí města Turnov v okrese Semily.

## Doprava
Dolánky jsou poněkud necitlivě proťaty silnicí I/10 (Praha–Harrachov). Autobusové spojení je poměrně řídké. Od roku 1859 tudy prochází železniční trať Pardubice–Liberec. Na zastávce s názvem Dolánky v současnosti zastavují osobní vlaky linky Liberec–Nová Paka.

## Pamětihodnosti
Dolánky jsou i přes svou malou velikost poměrně známým místem a oblíbeným výletním cílem, především díky Dlaskově statku, významné památce lidové architektury z 18. století.
Ve druhé polovině 20. století fungovalo v Dolánkách otevřené koupaliště, které však bylo zavezeno, a ke koupání již slouží jen jez na Jizeře. Po lávce přes Jizeru vede několik turistických stezek spojujících Turnov s různými místy Českého ráje.
Na západním okraji vesnice se dochovaly drobné pozůstatky zaniklého doláneckého hradu ze druhé poloviny třináctého století.

## Galerie

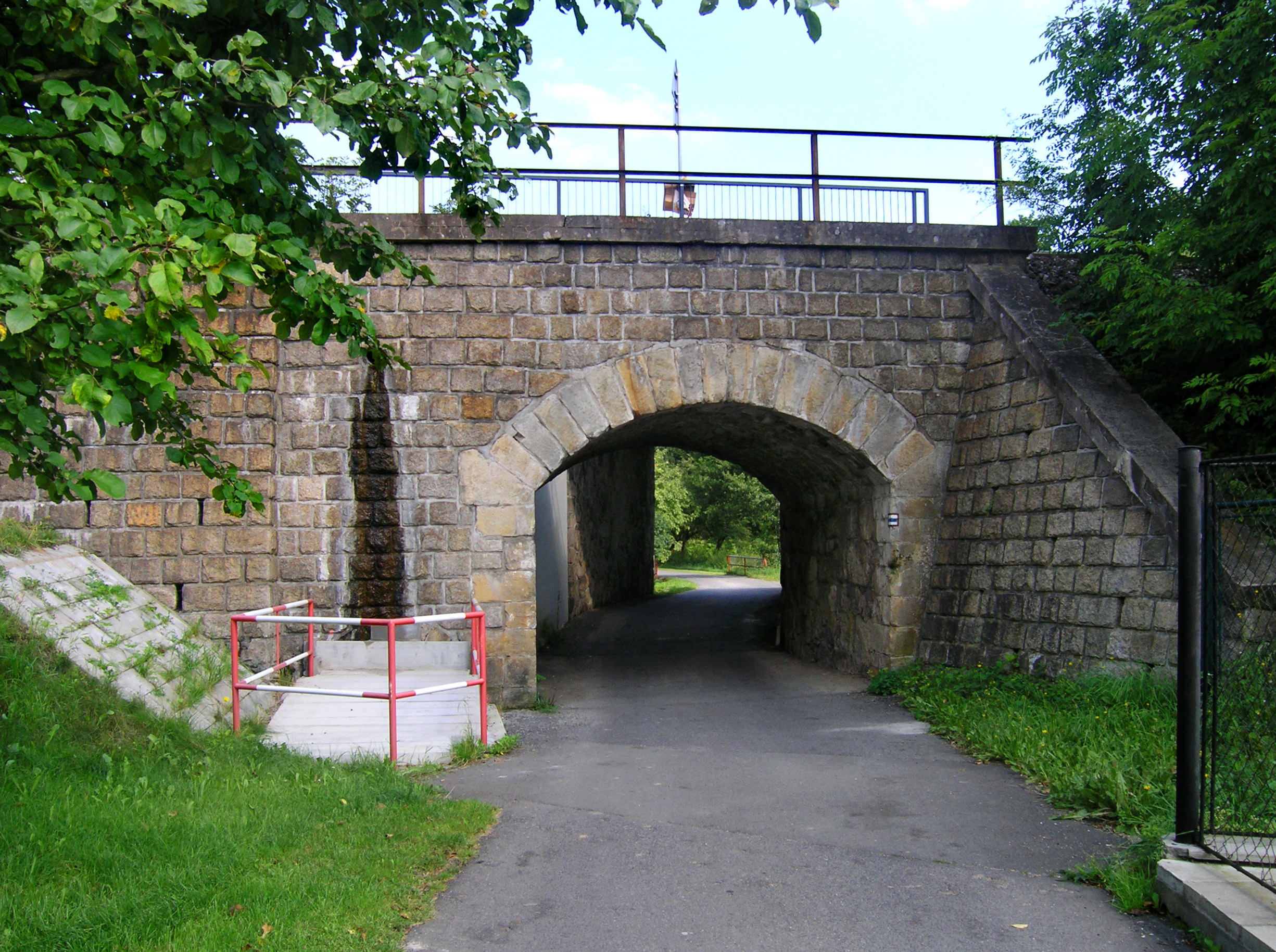
Podjezd pod tratí 030 a silnicí I/10
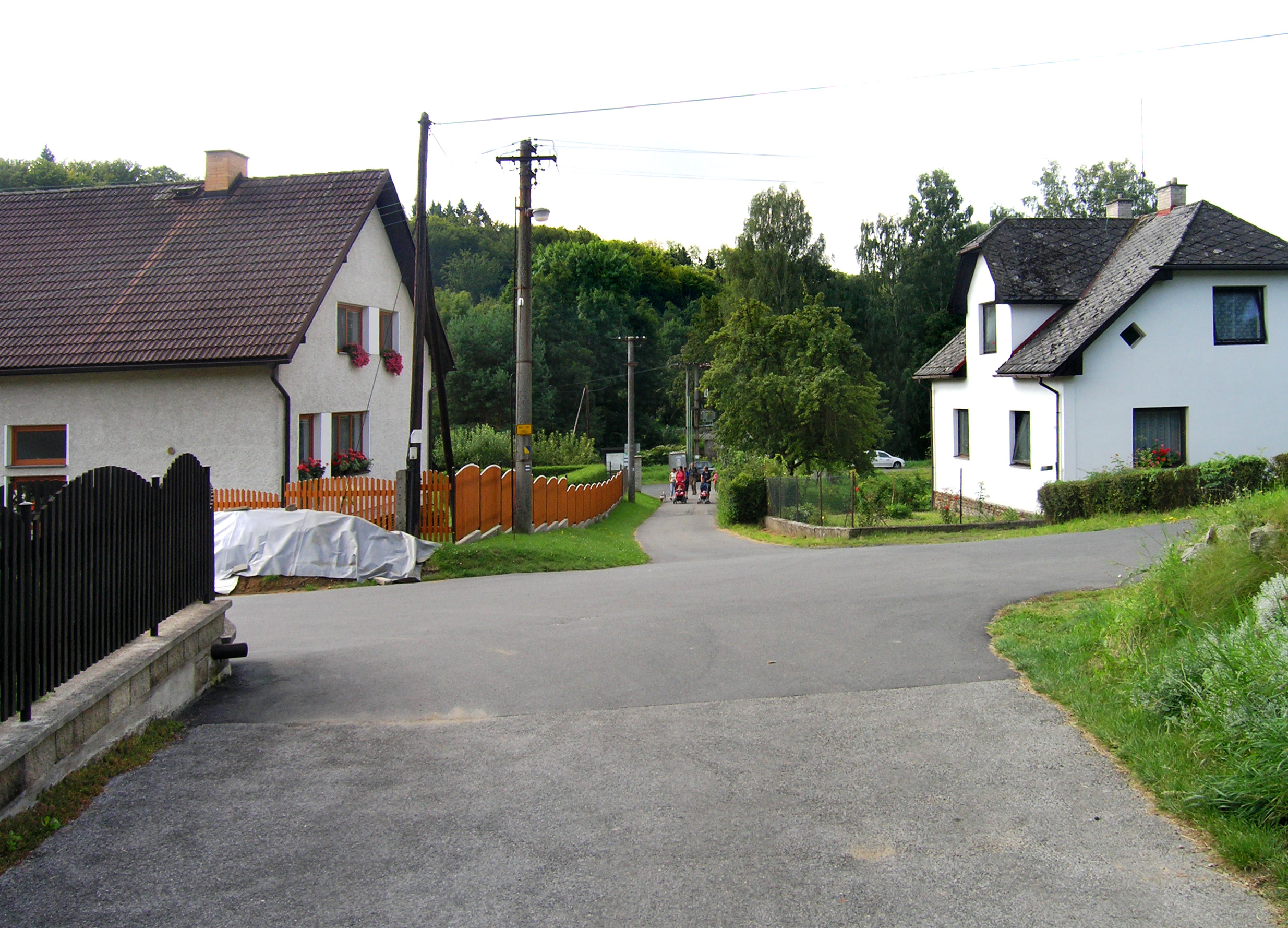
Východní část Dolánek
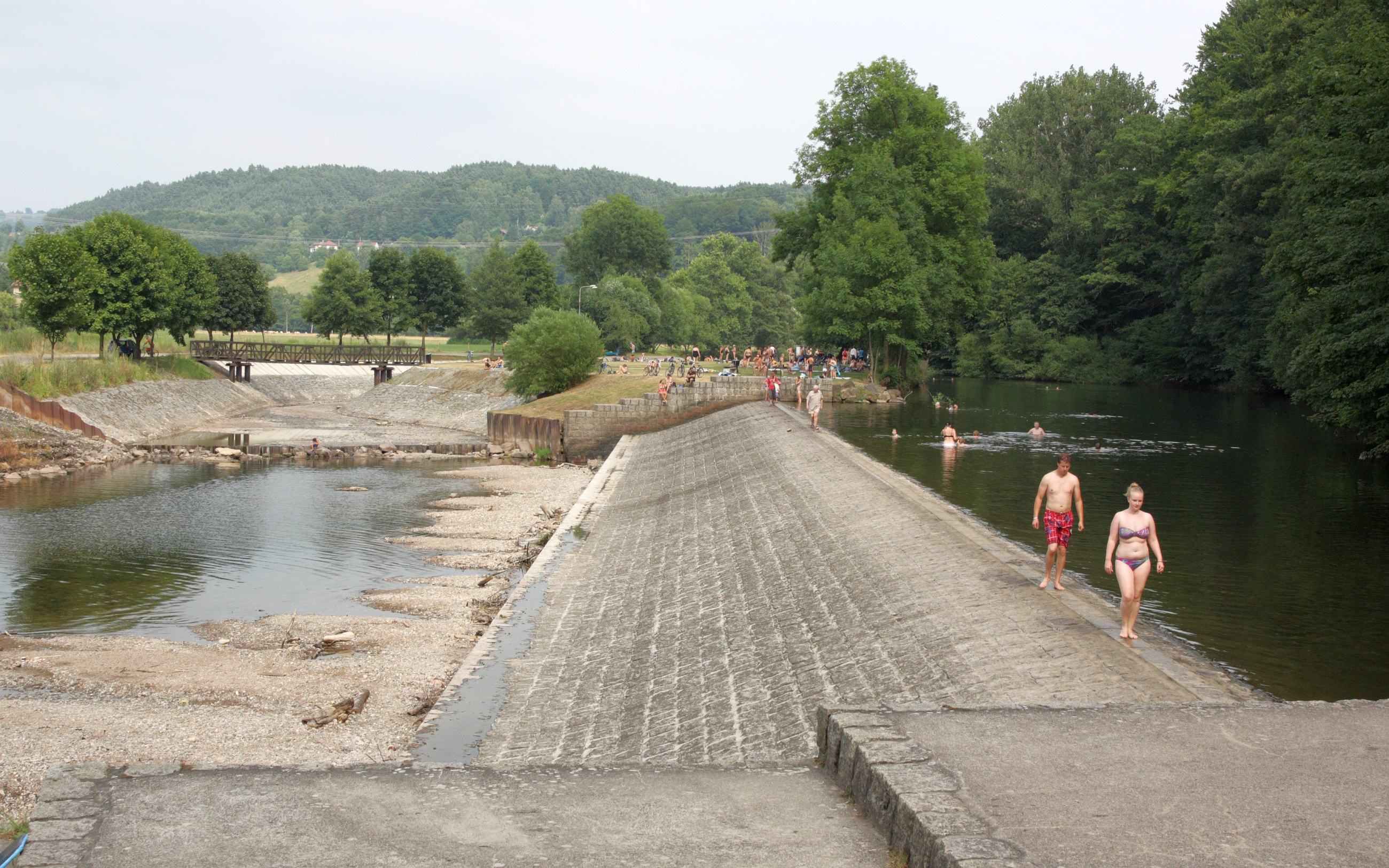
Koupaliště u jezu na Jizeře